# Kuwait nos Jogos Olímpicos de Verão de 2012

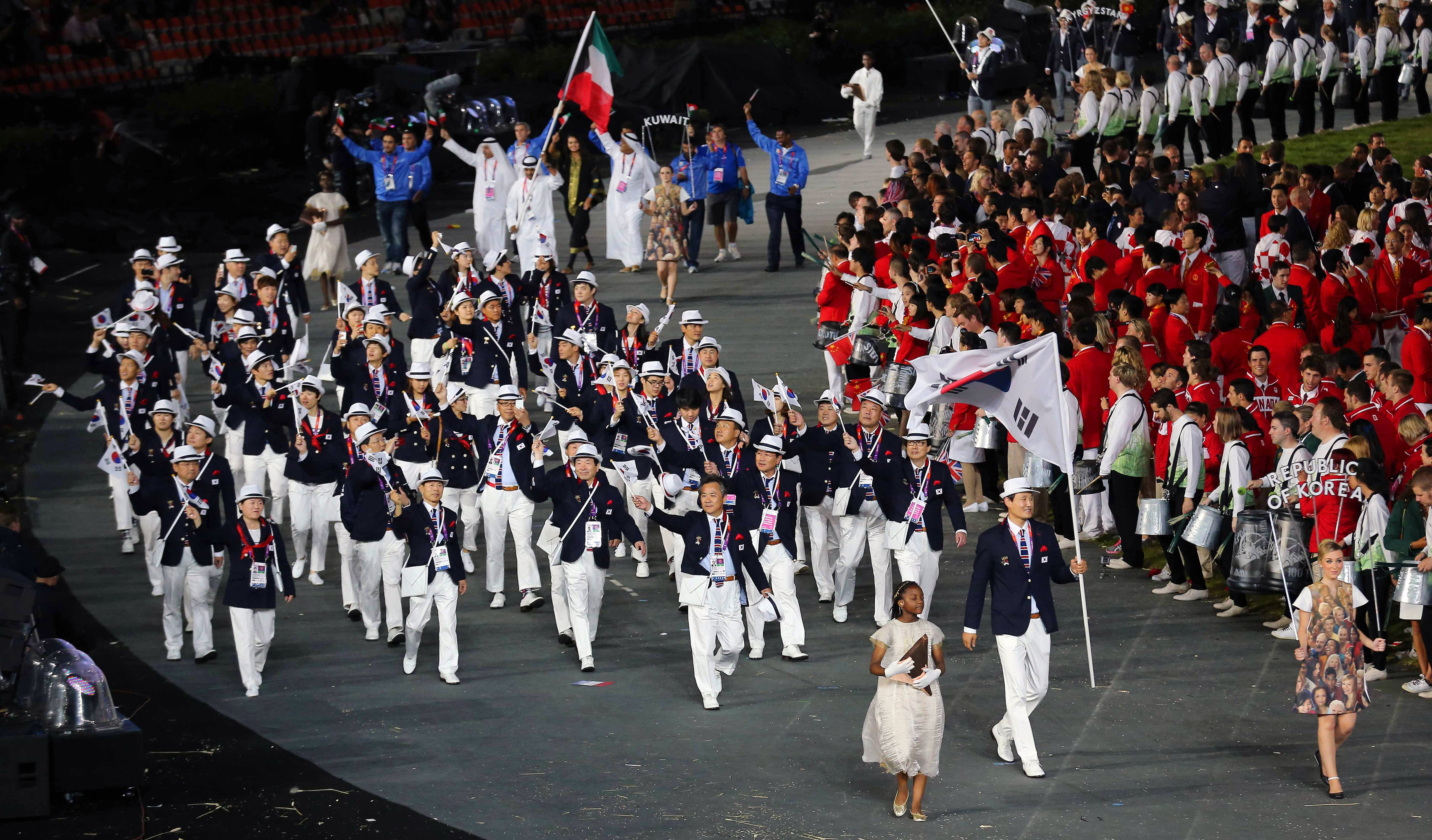
Cerimônia de Abertura dos Jogos Olímpicos de Londres de 2012

A Kuwait competiu nos Jogos Olímpicos de Verão de 2012, que aconteceram na cidade de Londres, no Reino Unido, de 27 de julho até 12 de agosto de 2012.

## Medalhas
| Atleta            | Esporte | Evento                   | Medalha |
| ----------------- | ------- | ------------------------ | ------- |
| Fehaid Al-Deehani | Tiro    | Fossa olímpica masculino | Bronze  |

## Desempenho

### Tênis de mesa
Classificados para o individual masculino:
- Ibrahem Al-Hasan

### Tiro
Masculino
| Atleta              | Evento               | Qualificação | Qualificação | Final       | Final       | Posição           |
| Atleta              | Evento               | Placar       | Posição      | Placar      | Total       | Posição           |
| ------------------- | -------------------- | ------------ | ------------ | ----------- | ----------- | ----------------- |
| Abdullah Al-Rashidi | Skeet                | 116          | 21º          | Não avançou | Não avançou | 21º               |
| Talal Al-Rashidi    | Fossa olímpica       | 116          | 26º          | Não avançou | Não avançou | 26º               |
| Fehaid Al-Deehani   | Fossa olímpica       | 124          | 2º           | 21          | 145 (+4)    | Medalha de bronze |
| Fehaid Al-Deehani   | Fossa olímpica dublê | 140          | 3º           | 45          | 185 (+1)    | 4º                |